# Thomas Ott (homme politique)
Thomas Clement Ott, né le 7 juillet 1919 à Apia et mort le 15 mai 1988 à Los Angeles, est un homme politique samoan.

## Biographie
Tom Ott naît dans le territoire sous tutelle des Samoa occidentales, colonie de la Nouvelle-Zélande. Sa mère est samoane autochtone ; son père est né à Hong-Kong d'un père originaire de Zürich, en Suisse, et d'une mère originaire de Kirchheim unter Teck en Allemagne. Il est propriétaire de plantations.
Il entre en politique en se présentant aux élections législatives de 1967, les deuxièmes après l'indépendance du pays en 1962. Candidat indépendant dans la circonscription nationale des « électeurs individuels », circonscription réservée aux citoyens autochtones métissés ou non-autochtones et qui élit deux députés, il termine troisième, derrière Peter Paul et Fred Betham. Aux élections de 1970, il est deuxième, derrière Fred Betham, et entre ainsi à l'Assemblée législative des Samoa,,. Après un unique mandat, il est battu aux élections de 1973 et élections de 1976, et ne se représente plus par la suite,.